# Bi Gan
Bi Gan (xinès simplificat: 毕赣, pinyin: Bì Gàn; Kaili, Guizhou, 4 de juny de 1989) és un director de cinema, guionista, poeta i fotògraf xinés. El seu primer llargmetratge, Kaili Blues, es va estrenar en 2015 i va guanyar el premi al Millor Director Revelació en la 52a edició dels Golden Horse Awards, així com el Premi FIPRESCI, el Premi Golden Montgolfiere en el 37 Festival dels Tres Continents de Nantes, i el Premi a la Millor Òpera Prima en el 68 Festival de Cinema de Locarno.

## Biografia
Bi Gan va néixer a la ciutat de Kaili a la província de Guizhou al juny de 1989. És d'ètnia Miao.
Durant els seus anys universitaris, Bi va vore Stalker d'Andrei Tarkovski, fet que el va marcar, ja que com va declarar en una entrevista: "El cinema pot ser diferent [de les pel·lícules convencionals]; pots fer el que vulgues. El que havia vist fins a aquest moment eren principalment pel·lícules de Hollywood. El que m'havien ensenyat fins aquell moment era prou avorrit." Per aquella pel·lícula en particular, va decidir dedicar-se al cinema. "Abans d'això, els meus pares i els meus parents creien que em quedaria sense treball després de graduar-me perquè no volia fer res".

## Carrera cinematogràfica
En 2010 va realitzar el curtmetratge de ficció South, que va guanyar el primer premi en el Festival de Cinema "Guang Sui Ying Dong" (La llum segueix el moviment de l'ombra), patrocinat per la universitat.
Dos anys més tard, en 2012, va realitzar un curtmetratge en blanc i negre, Diamond Sutra (金刚经; també conegut com El poeta i cantant), que presenta una història d'assassinat en un poble menut i aïllat a la muntanya. La pel·lícula va rebre el Premi d'Esment Especial de la 19a IFVA de Hong Kong (Incubadora de Cinema i Mitjans Visuals a Àsia), un premi organitzat pel Centre d'Arts d'Hong Kong, i es va situar entre els 10 primers en el 9 Festival de Cinema Independent de la Xina en Nanjing.
El 2015, el llargmetratge debut de Bi, Kaili Blues, escrit per ell, va proporcionar-li una major visibilitat. La pel·lícula també va obtindre el premi al Millor Director Revelació en la 52 edició dels Golden Horse Awards, el Premi FIPRESCI, el Premi Montgolfiere d'Or al 37 Festival dels Tres Continents de Nantes, i la Millor Òpera Prima Premi al 68 Festival de Cinema de Locarno.
En 2017, Bi va escriure i va dirigir el seu segon llargmetratge, Llarg viatge cap a la nit, protagonitzat per Tang Wei, Huang Jue, Sylvia Chang i Lee Hong-chi. La pel·lícula se desenvolupa a la província de Guizhou i es va estrenar en 2018.

## Filmografia
- Sud (curt) (2010)
- Tigre (2011)
- Diamond Sutra o El poeta i cantant (curt) (2012)
- Kaili Blues (2015)
- Peix daurat secret (curt) (2016)
- Llarg viatge cap a la nit (2018)
- Una història curta (curt) (2022)